# Леви, Якоб
Раввин Якоб Леви (англ. Jakob Levy; 1819—1892) — немецкий востоковед и лексикограф. Первым применил к талмудической лексикографии методы и приемы новейшей науки.
Наиболее известен своим двухтомником «Халдейский словарь к таргумам и большей части раввинистической литературы» и четырёхтомником «Новый еврейско-халдейский словарь по Талмуду и Мидрашим» (1876—1879). Его обширные труды являются классическими в области лексикографии. Они были положены в основу полного словаря Талмуда А. Когута «Aruch Completum».

## Биография
Ученик раввина Акивы Эгера и своего отца — Исаака Леви. Был раввином в Розенберге (Силезия) с 1850 года. Впоследствии в награду за учёные труды получил титул королевского профессора Пруссии (июль 1875).

## Главные труды
- «Chaldäisches Wörterbuch über die Targumim und einen großen Theil des rabbinischen Schriftthums» (в 2-х т., Лейпциг, 1867—1868; с примечаниями знаменитого арабиста Флейшера)
- «Neuhebräisches und chaldäisches Wörterbuch über die Talmudim und Midraschim» (в 4-х т., 1876—1889)